# Lista (halvö)

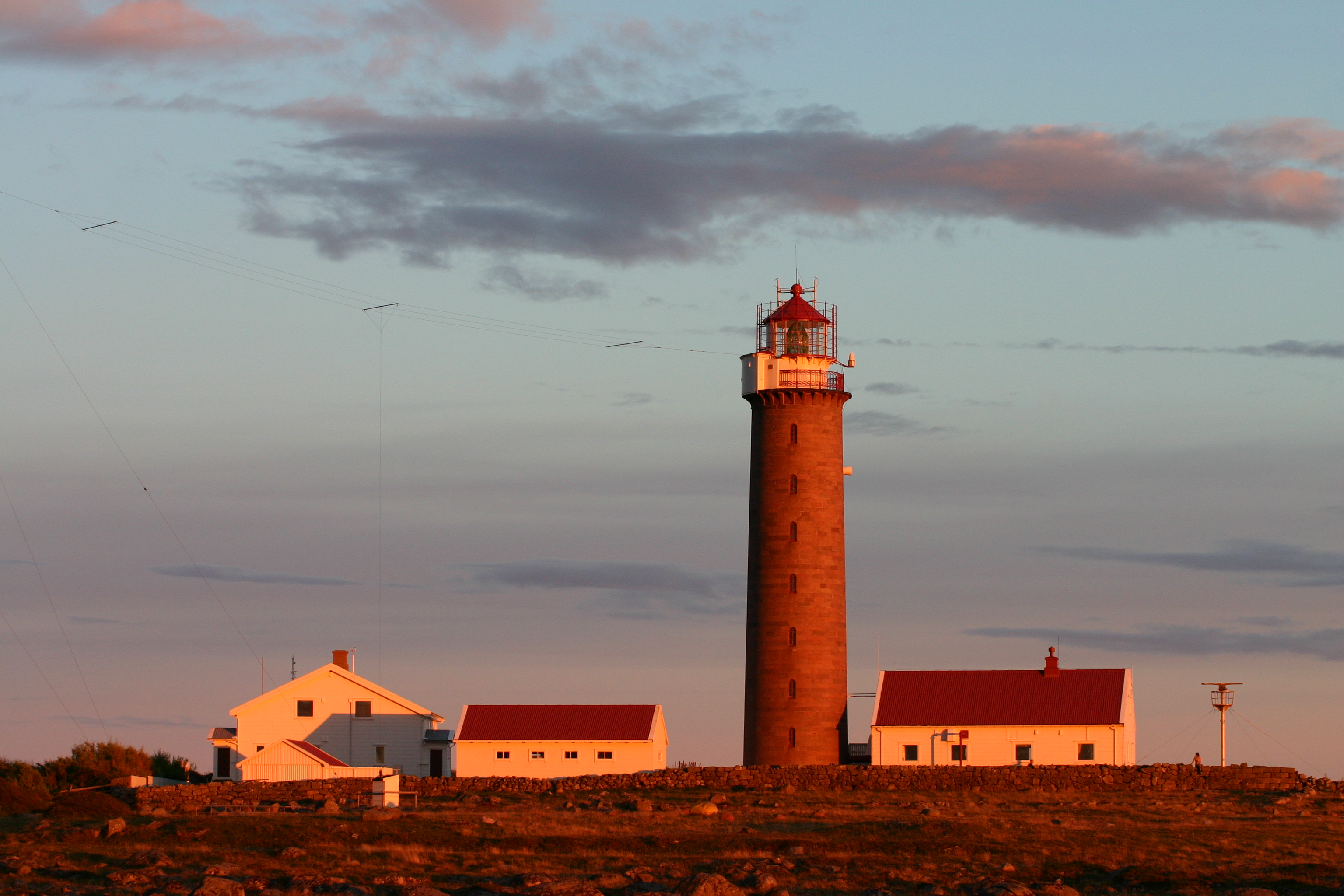
Lista fyr.

Lista är en halvö i Farsunds kommun i södra Norge belägen mellan Listafjorden i väst och Lyngdalsfjorden, Krossnesundet, Framvaren i öst. 
Listahalvön är förbunden med fastlandet genom det 1,3 kilometer breda näset Listeid mellan Framvaren och Eidsfjorden, en arm av Listafjorden. På halvöns sydkust finns en angöringsfyr, Lista fyr, och en väderleksstation. Högsta punkt är Storfjellet, 346 meter över havet. Landskapet påminner om Jæren i ett mindre format. Åtskilliga fynd från stenåldern och yngre arkeologiska perioder har gjorts på Lista, som också omnämns flera gånger i sagalitteraturen.